# (4766) Malin
(4766) Malin es un asteroide perteneciente al cinturón de asteroides, descubierto el 28 de marzo de 1987 por Eleanor F. Helin desde el Observatorio del Monte Palomar, Estados Unidos.

## Designación y nombre
Designado provisionalmente como 1987 FF1. Fue nombrado Malin en honor a al químico y astrofotógrafo australiano David F. Malin, que desarrolla su labor en el Observatorio Anglo-Australiano. Ha desarrollado nuevos métodos de extracción de información de placas astronómicas, una técnica de mejora que ha llevado al descubrimiento de características extremadamente débiles asociadas con galaxias.

## Características orbitales
Malin está situado a una distancia media del Sol de 2,592 ua, pudiendo alejarse hasta 2,946 ua y acercarse hasta 2,238 ua. Su excentricidad es 0,136 y la inclinación orbital 14,20 grados. Emplea 1524 días en completar una órbita alrededor del Sol.

## Características físicas
La magnitud absoluta de Malin es 12,7. Tiene 7,439 km de diámetro y su albedo se estima en 0,273.